# Białak jasnopomarańczowy

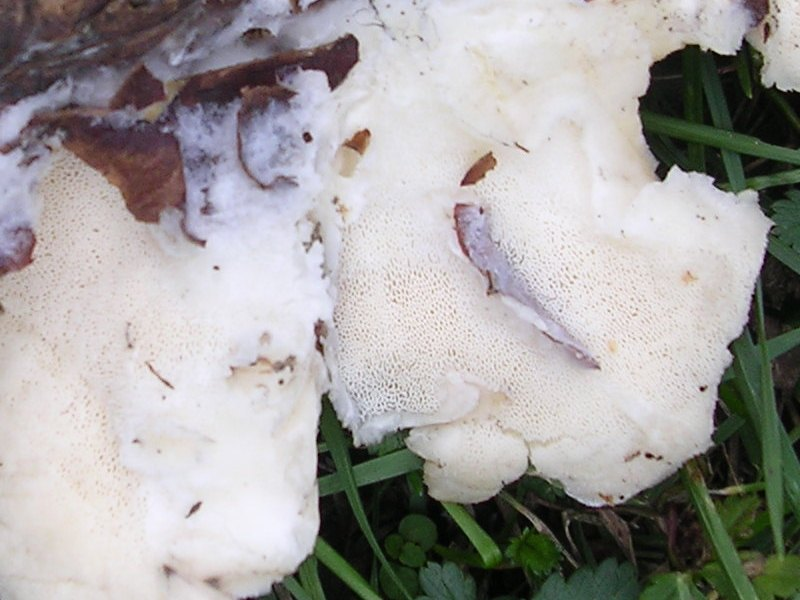
Dolna strona owocnika Tyromyces kmetii

Białak jasnopomarańczowy (Tyromyces kmetii (Bres.) Bondartsev & Singer) – gatunek grzybów z rzędu żagwiowców (Polyporales).

## Systematyka i nazewnictwo
Pozycja w klasyfikacji: Tyromyces, Incrustoporiaceae, Polyporales, Incertae sedis, Agaricomycetes, Agaricomycotina, Basidiomycota, Fungi.
Po raz pierwszy zdiagnozował go Giacomo Bresàdola w 1897 r. jako Polyporus kmetii, do rodzaju Tyromyces przenieśli go Appollinaris Semenovich Bondartsev i Rolf Singer w 1941 r.
Synonimy:

- Leptoporellus kmetii (Bres.) Spirin 2001
- Leptoporus kmetii (Bres.) Pilát 1938
- Polyporus ferroaurantius Romell 1911
- Polyporus kmetii Bres. 1897

Nazwę polską zaproponował W. Wojewoda w 2003 r. W polskim piśmiennictwie mykologicznym gatunek ten opisywany był w 1967 r. przez S. Domańskiego jako białak Kmieta.

## Morfologia
Owocniki
Jednoroczne. Kształt półkolisty lub wydłużony, czasami resupinowaty, do podłoża przyrośnięty dość słabo. Trzonu brak. Rozmiar około 1,2 × 2 cm, grubość 0,4 cm. Górna powierzchnia filcowato owłosiona krótkimi włoskami. W stanie świeżym ma barwę pomarańczowożółtą, w stanie suchym morelową. Obrzeże o szerokości około 2–3 mm, białawe, dwustronnie owłosione. Miąższ biały, jędrny, gąbczasty, w smaku łagodny. Hymenofor o kremowej barwie, rurkowaty. Rurki o długości do 4 mm, o cienkich ścianach i nieco zaostrzonych porach. Na 1 mm znajduje się zazwyczaj 3–4 pory, ale niektóre są większe i osiągają średnicę do 0,5 mm. 
Cechy mikroskopowe;
System strzępkowy dimityczny. Zewnętrzna warstwa owocnika zbudowana z równolegle ułożonych strzępek o grubości do 25 µm. Strzępki posiadają sprzążki i są cienkościenne lub nieco grubościenne, w KOH barwią się na różowo. Strzępki kontekstu bezładnie, gęsto ułożone, o grubości 4,5–8 μm krótkie, cienkościenne, z dużymi sprzążkami. Cystyd brak, występują natomiast rozproszone, cienkościenne, bezbarwne, rozgałęzione niemal gruszkowate cystydiole o wrzecionowatych lub brodawkowatych szczytach o wymiarach 25 × 12 μm. Podstawki krótko maczugowate o rozmiarach 20 × 8 μm, z czterema sterygmami, każda o długości  3,4 μm. Zarodniki szerokoelipsoidalne, o bezbarwnych, cienkich  ścianach, rozmiarach 3,6–4 × 2,4–3 µm, z jedną dużą gutulą, nieamyloidalne.

## Występowanie
Znane jest występowanie tego gatunku w Europie. Japonii, oraz w Ameryce Północnej. Wszędzie jest rzadki. w Europie znany z kilku tylko stanowisk. W piśmiennictwie naukowym na terenie Polski do 2003 r. podano tylko jedno stanowisko bez bliższej lokalizacji. Prawdopodobnie jest bardzo rzadki. 
Saprotrof rozwijający się na martwym drewnie drzew liściastych. Obserwowano jego występowanie na drewnie olszy, brzozy, grabu, leszczyny, buka, śliwy, dębu i jarząbu.
Grzyb niejadalny. Saprotrof wywołujący białą zgniliznę drewna.